# Mecardonia
Mecardonia é um género botânico pertencente à família Plantaginaceae. Tradicionalmente este gênero era classificado na família das Scrophulariaceae.

## Espécies
Apresenta 21 espécies:
Artenverzeichnis zu Mecardonia
Mecardonia acuminata Mecardonia berroi Mecardonia caespitosa
Mecardonia dianthera Mecardonia divaricata Mecardonia exilis
Mecardonia flagellaris Mecardonia grandiflora Mecardonia herniarioides
Mecardonia montevidensis Mecardonia ovata Mecardonia peduncularis
Mecardonia procumbens Mecardonia pubescens Mecardonia pusilla
Mecardonia radicata Mecardonia serpylloides Mecardonia tenella
Mecardonia tenuis Mecardonia vandellioides Mecardonia viridis